# Portrait of an Artist (Pool with Two Figures)
Portrait of an Artist (Pool with Two Figures) (Portrait d'un artiste (Piscine avec deux personnages)) est une peinture de pop art de l'artiste britannique David Hockney, achevée en mai 1972.
Elle représente deux personnages : un nageant sous l'eau et l'autre en homme vêtu regardant le nageur.
En novembre 2018, elle s'est vendue 90,3 millions de dollars, le prix le plus élevé jamais payé aux enchères pour une œuvre d'un artiste vivant à l'époque,le record est maintenant détenu par Jeff Koons pour l'une de ses sculptures Rabbit .
Ce tableau est en partie le sujet du documentaire sur l'artiste A Bigger Splash (1973).

## Description
Ce tableau représente au premier plan deux hommes, l'un en maillot de bain, sous l'eau dans la piscine en train de nager, et l'autre, vêtu sur la terrasse regardant debout le nageur.
En arrière-plan on voit des montagnes verdoyantes inspirées de montagnes que Hockney a vues dans le sud de la France.